# Instrução programada
Instrução programada é a mais conhecida aplicação educacional dos conceitos desenvolvidos pelo psicólogo estadunidense Skinner (Burrhus Frederic Skinner, nasc. 1904). Consiste em dividir o material a ser ensinado em módulos, ou seja, pequenos segmentos logicamente encadeados. Na Instrução programada o aprendiz recebe uma instrução, é logo em seguida questionado sobre ela e, também imediatamente, recebe o retorno. Visa fundamentalmente a memorização de conceitos.